# 一乗院 (池田市)
一乗院（いちじょういん）は、大阪府池田市鉢塚にある高野山真言宗の仏教寺院。

## 歴史
神亀元年（724年）、聖武天皇の勅願により建立された若王寺の塔頭の一つで、行基菩薩の開基。天正元年（1573年）織田信長の兵火にかかり焼失。寛永15年（1638年）に秀英より再興され、天保5年（1834年）に快竜により復興。
- 石田三成軍旗塚　昭和36年12月建立。
石田三成の遺児千代丸が遺臣や乳母に軍旗に包まれてこの里に落ち延び、享和元年（1801年）に末商・大和屋彦兵衛がこの軍旗を菩提寺の一乗院に収めたという。

## 文化財
- 木造雨宝童子立像 - 池田市指定文化財 彫刻第3号（昭和53年10月31日指定） 鎌倉時代
- 木造聖観音立像 - 池田市指定文化財 彫刻第7号（昭和53年10月31日指定） 平安時代
- 木造多聞天立像 - 池田市指定文化財 彫刻第8号（昭和53年10月31日指定） 平安時代
- 木造春日竜神立像 - 池田市指定文化財 彫刻第10号（昭和53年10月31日指定） 室町時代

弘仁5年（814年）弘法大師（空海）が留錫し、本尊の聖観世音菩薩像、雨宝童子、春日竜神の3体を刻み、奉祀したと伝わる。

## 交通アクセス
- 阪急宝塚本線「石橋阪大前駅」下車、阪急バスで「鉢塚」下車すぐ